# Johanne Schmidt-Nielsen
Johanne Schmidt-Nielsen sinh ngày 22.2.1984 tại Odense (đảo Fyn) là nữ chính trị gia trẻ và là nghị sĩ trong Quốc hội Đan Mạch (Folketing) đồng thời là thành viên trong Ban điều hành đảng Enhedslisten.

## Tiểu sử
Cô là con của giảng viên trường sư phạm Dorte Schmidt-Nielsen và Peter Hjuler-Jensen, phó ban Năng lượng gió ở Trung tâm nghiên cứu Risø. Cô lớn lên ở Skalbjerg trên đảo Fyn, và học trung học ở trường Odense Katedralskole, tốt nghiệp trung học năm 2002, sau đó mẹ con cô di chuyển về Copenhagen. Cô học ở Đại học Roskilde, đậu bằng cử nhân khoa học xã hội năm 2007.
Schmidt-Nielsen đã được một số báo chí Đan Mạch gán cho là "công chúa mới của đảng Enhedslisten ".

## Sự nghiệp
Johanne Schmidt-Nielsen hiện sống ở quận Nørrebro thành phố Copenhagen. Cô bắt đầu hoạt động chính trị từ năm 1997, và đã làm phó chủ tịch "Hiệp hội học sinh trung học toàn quốc Đan Mạch" trong 2 năm 2002 và 2003. Tại cuộc họp thường niên của đảng Enhedslisten tháng 5 năm 2006, cô đã được bầu vào Ban điều hành đảng, với 147 phiếu - nhiều phiếu nhất so với các ứng cử viên khác.

### Hoạt động chính trị, xã hội

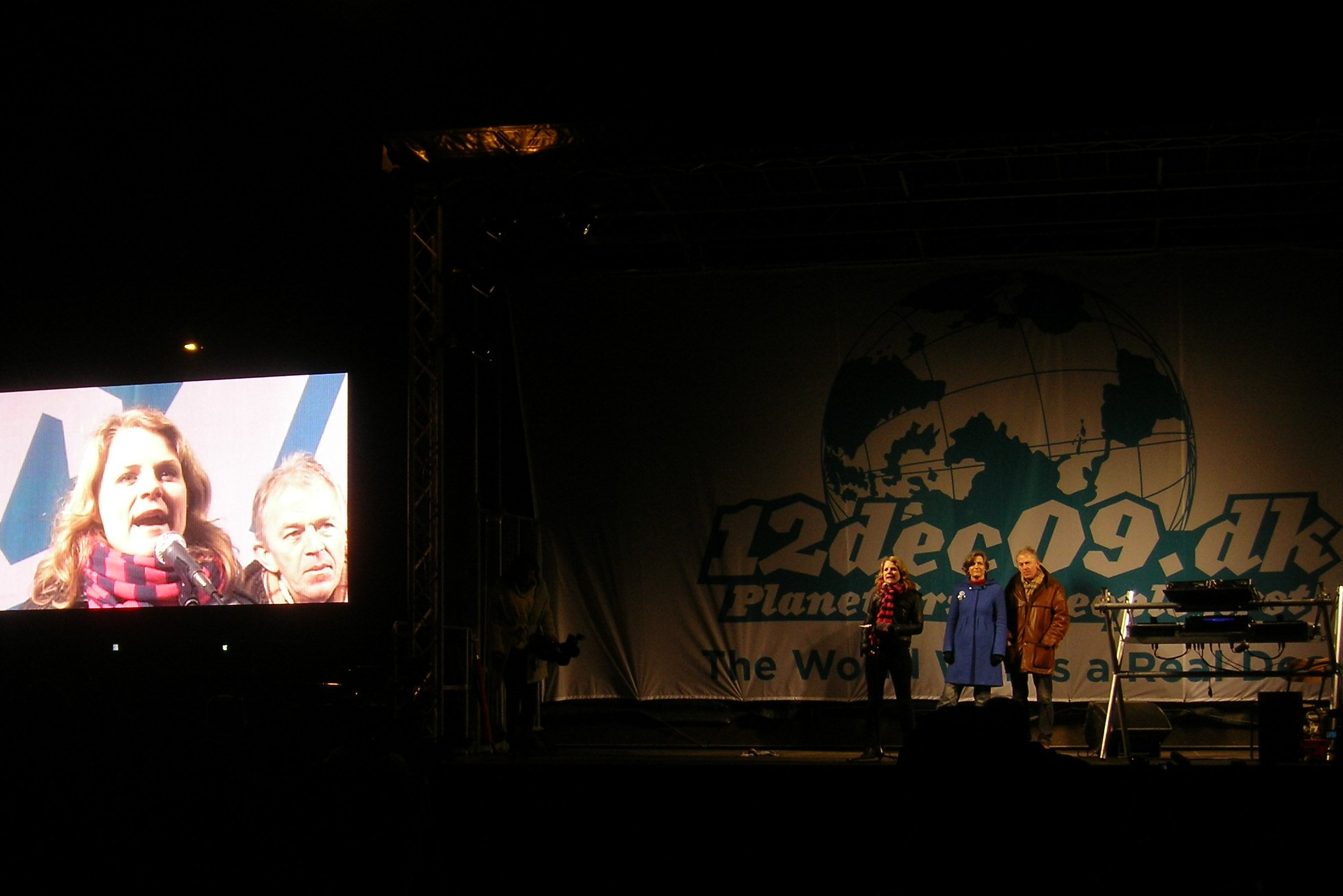
Johanne Schmidt-Nielsen phát biểu bên ngoài Hội nghị Liên Hợp Quốc về Biến Đổi Khí hậu 2009 ngày 12.12.2009

Schmidt-Nielsen rất quan tâm và tích cực tham gia các hoạt động chính trị ngay từ khi còn là học sinh trung học. Cô đã từng tham gia các cuộc biểu tình tại những cuộc họp thượng đỉnh ở Praha, Bruxelles, Göteborg và Rostock.
Là phát ngôn viên cho nhóm hoạt động Velfærdsmissionen (tiếng Anh: The Welfare Mission) cô đã tham gia việc đổ 200 kg pasta và 40 lít ketchup trên cầu thang dẫn vào Bộ Tài chính Đan Mạch để phản đối việc cắt giảm khoản tiền Nhà nước trợ cấp cho sinh viên học sinh để học tập (SU).
Tháng 3 năm 2007, Schmidt-Nielsen tố cáo với cảnh sát tạp chí khiêu dâm Super do Aller Press sở hữu vì việc môi giới cho các gái điếm. Nguyên nhân việc tố cáo trên là một bài trên tờ báo khổ nhỏ B.T. đề cập tới bản tin trên tờ tạp chí Super về một cuộc thi trong đó nếu ai trả lời chính xác một câu hỏi thì được quyền ngủ với một gái điếm trong nửa giờ. Việc tố cáo này sau đó đã được rút lại khi Ban chủ nhiệm Aller Press hủy bỏ cuộc thi.
Ngày 30 tháng 10 năm 2007, Schmidt-Nielsen cùng với một nhóm bạn đấu tranh cho nữ quyền đã treo một dây phơi quần áo với các bít tất dài màu đỏ ở lối vào Bộ Xã hội với mục đích được công bố là cổ vũ nữ bộ trưởng Karen Jespersen tích cực hơn nhằm giải quyết vấn đề nam nữ bình quyền.
Ngày hôm sau, một nhóm đảng viên đảng Enhedslisten trong đó có Schmidt-Nielsen đã trồng các bụi cây trong công viên Ørstedsparken ở trung tâm Copenhagen như một biểu tượng phản đối việc quấy nhiễu các người nam đồng tính luyến ái ở Copenhagen và như một biểu lộ tinh thần tự do tính dục. Trước đó, cây trồng trong công viên đã bị đào bỏ để ngăn việc làm tình trong công viên. Đảng này cũng phát động một sáng kiến chống hate-crimes (tội thù ghét một nhóm người nào đó).
Ngày 5 tháng 11 năm 2007, Johanne Schmidt-Nielsen đưa ra đề nghị "hiện đại hóa" quyền tác giả, trong đó bổ nhiệm một ủy ban soạn thảo lại luật "Quyền tác giả" cho phép phân phối các tài liệu có quyền tác giả và bồi thường cho các nghệ sĩ bị mất thu nhập bản quyền. Đề nghị này được các phương tiện truyền thông đặc biệt chú ý, khi đồng thời cô thú nhận là đã tải về và phân phối cách bất hợp pháp âm nhạc từ internet, và nói rằng cô không có ý định ngưng làm việc đó.
Ngày 6.11.2007 Schmidt-Nielsen tham gia tiếp một hoạt động đòi quyền bình đẳng cho nữ giới về vấn đề tiền lương tại nhà ga Nørreport Copenhagen.
Ngoài ra Johanne Schmidt-Nielsen cũng viết nhiều bài thời luận trên nhật báo Dagbladet Information , và tham gia "Mạng lưới bình đẳng tiền lương quốc gia" (Det nationale ligelønsnetværk), được phát động ngày 8. 3.2008.

### Các cuộc bầu cử Hội đồng thị xã và Nghị viện
Schmidt-Nielsen ra ứng cử vào Hội đồng thị xã Copenhagen trong cuộc bầu cử năm 2005, nhưng bị thất cử.
Tháng 3 năm 2007, khi Pernille Rosenkrantz-Theil tuyên bố không ra ứng cử lại vào Quốc hội nữa, thì Schmidt-Nielsen đảm nhận thay thế Pernille làm ứng cử viên hàng đầu của đảng trong khu bầu cử Nørrebro ở thành phố Copenhagen. với các đòi hỏi về bình quyền nam nữ và phúc lợi xã hội.
Ngày 12 tháng 11 năm 2007, Schmidt-Nielsen tham gia cuộc tranh luận giữa các nhà lãnh đạo đảng, như ứng cử viên trẻ nhất từ trước tới nay, trong buổi chiếu trực tiếp trên đài TV 2 trong buổi tối trước ngày bầu cử. Trước khi tranh luận, nhà lãnh đạo Đảng Nhân dân bảo thủ, Bendt Bendtsen, đã nhận lầm cô là một cô phục vụ nên yêu cầu cô kiếm cho mình một ly cà phê. Trong cuộc Bầu cử Quốc hội 2007 này, cô đưa ra chủ trương như tăng phúc lợi xã hội và đấu tranh chống tội phạm.
Cô thu được 8.964 phiếu bầu cá nhân và trúng cử như một đại biểu quốc hội trẻ nhất.
Trong cuộc Bầu cử Quốc hội Đan Mạch 2011, với tư cách phát ngôn viên chính trị của đảng Enhedslisten, cô đã đại diện đảng tham gia các cuộc tranh luận giữa các nhà lãnh đạo đảng trên truyền hình, và được các nhà bình luận coi là xuất sắc trong chiến dịch tranh cử, đem lại thành công lớn cho đảng của mình với kết quả chiếm được 12 ghế, tăng gấp 3 lần so với kỳ bầu cử năm 2007 (chỉ có 4 ghế) và trở thành đảng lớn thứ 6 trong 8 đảng ở quốc hội. Riêng cá nhân cô đoạt được 47.002 phiếu cá nhân, là người đạt số phiếu cao nhất trong "Khu bầu cử lớn Copenhagen" (Københavns Storkreds) và người đạt nhiều phiếu thứ nhì trên toàn quốc, sau cựu thủ tướng Lars Løkke Rasmussen